# Reindeer(s) Are Better Than People
Reindeer(s) Are Better Than People (Rena é Melhor do Que Gente, em português) é uma canção da Disney composta para o filme Frozen (2013), composta pelo casal Kristen Anderson-Lopez e Robert Lopez. A canção teve uma continuação feita para o filme Frozen 2, com duração de 30 segundos.

## Sinopse
Esta canção acontece depois que Oaken tenta fazer Kristoff pagar mais dinheiro do que ele tem no momento para comprar cenouras para Sven, uma picareta e uma corda. Eles não podem chegar a um acordo, e Kristoff chama Oaken de trapaceiro. Oaken não gosta de ser chamado de bandido, então ele literalmente joga Kristoff para fora, na neve. Kristoff então procura abrigo com Sven num estábulo nas proximidades. Esta canção ilustra a relação única de Kristoff com Sven. Ele é um homem isolado e tímido que só pode ser ele mesmo quando esta com sua rena.
Na continuação da canção, o tema é sobre a amizade de Kristoff e Sven.